# Падурени (Васлуј)
Падурени (рум. Pădureni) насеље је у Румунији у округу Васлуј у општини Падурени. Oпштина се налази на надморској висини од 122 m.

## Становништво
Према подацима из 2011. године у насељу је живело 1334 становника.